# Esmog gris
Se denomina esmog gris, esmog industrial,  esmog sulfuroso o smog clásico a la contaminación del aire producida por hollín y azufre. La principal fuente de emisiones de contaminantes que contribuyen al esmog gris es la combustión de carbón, que puede contener altos contenidos en azufre.
A finales de 1952 y comienzos de 1953 en Londres se produjo una grave contaminación por este tipo de esmog en la cual murieron miles de personas. La concentración de contaminantes aumentó debido a la presencia de bruma estancada. Hay distintos contaminantes que pudieron provocar efectos tan adversos: dióxido de azufre (SO2), pequeñas gotas de ácido sulfúrico (H2SO4) o partículas de sulfato.
Actualmente en las ciudades de países occidentales este tipo de esmog no es importante, aunque sí el esmog fotoquímico. En otros países en donde se sigue empleando carbón como fuente de energía, en algunos casos con altos contenidos en azufre, el problema es bastante importante.